# گرین‌ایکر، نیو ساوت ولز
گرین‌ایکر (به انگلیسی: Greenacre) یک منطقهٔ مسکونی در استرالیا است که در نیو ساوت ولز واقع شده‌است.

## نگارخانه

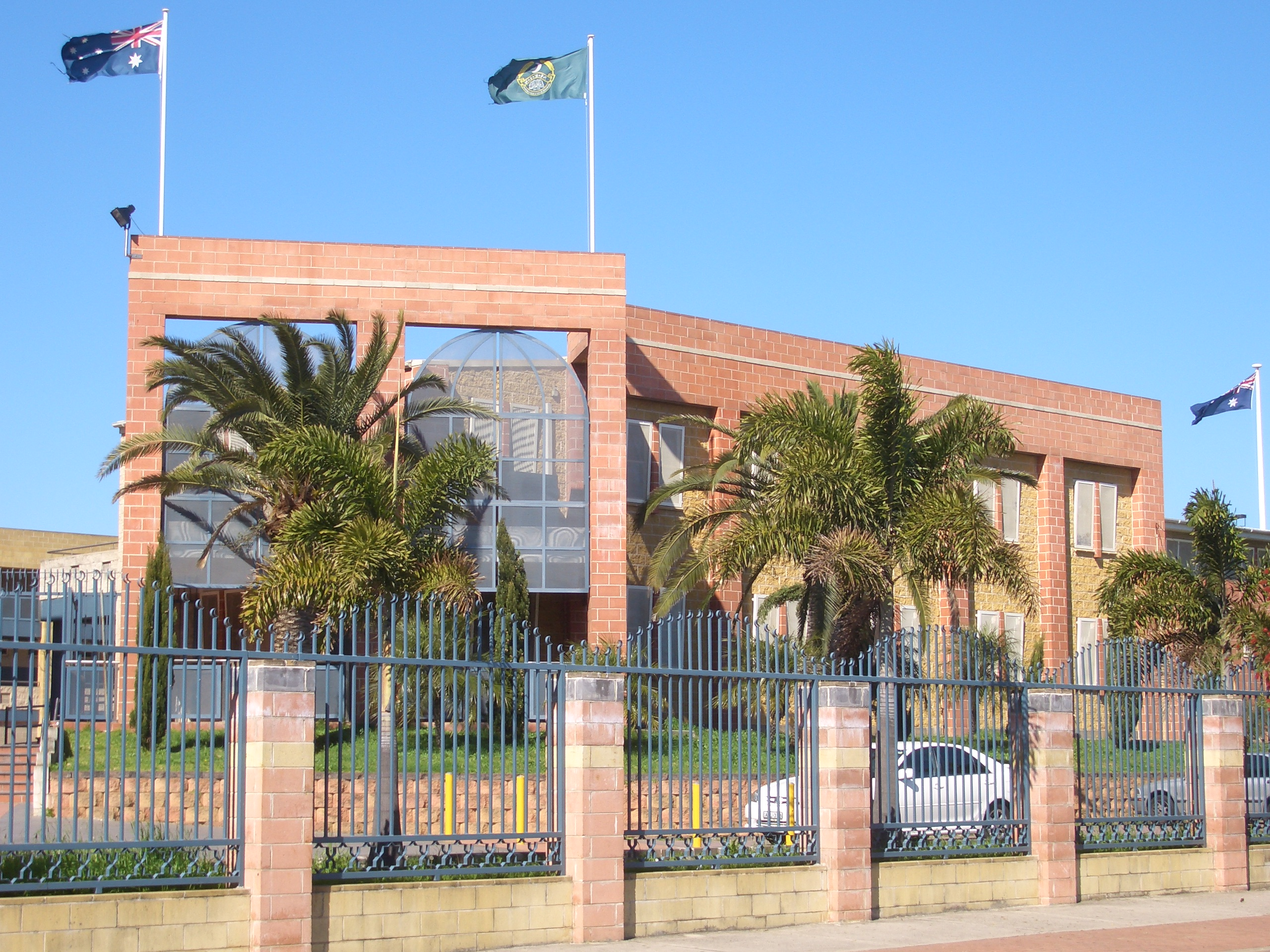
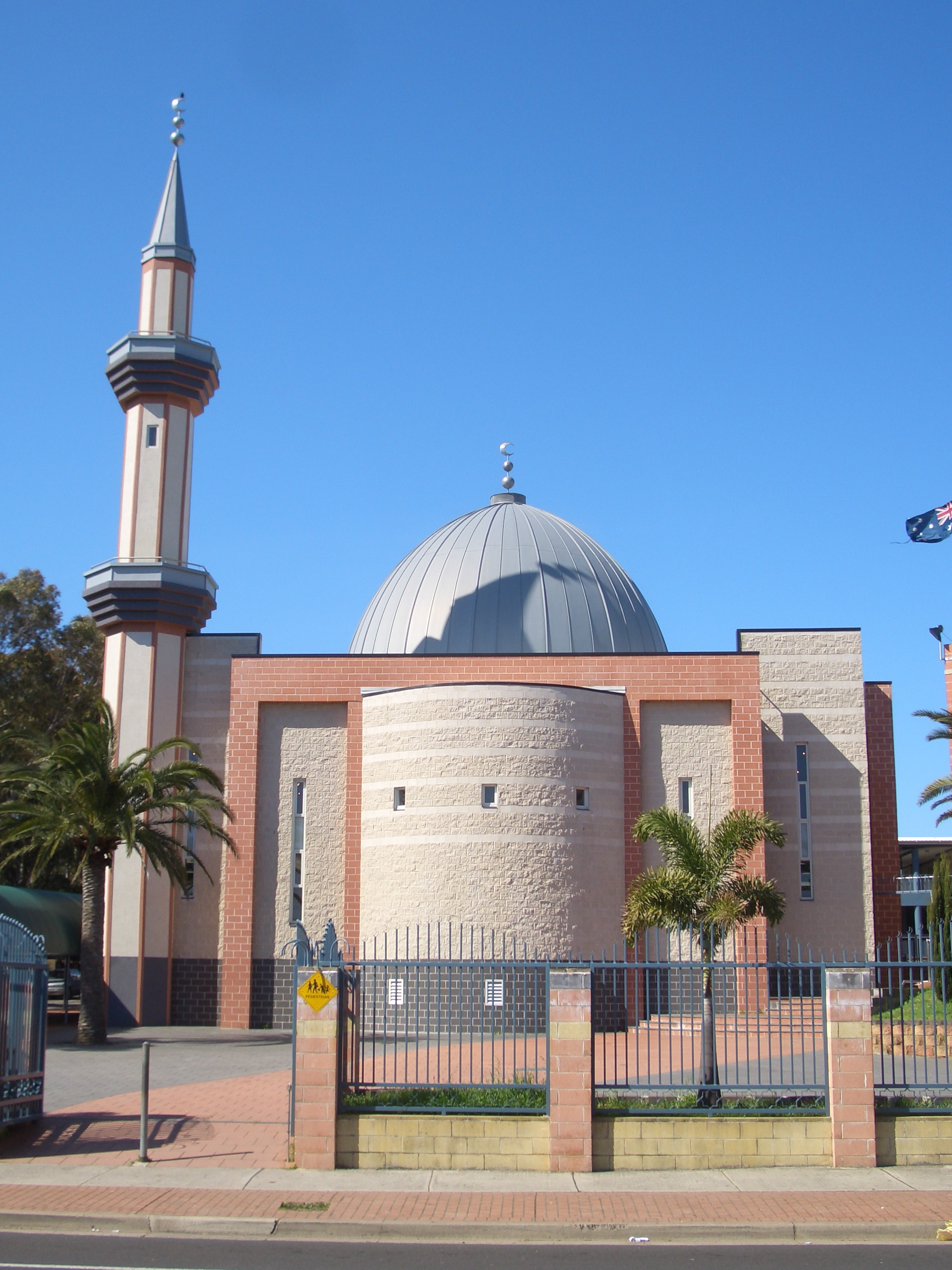
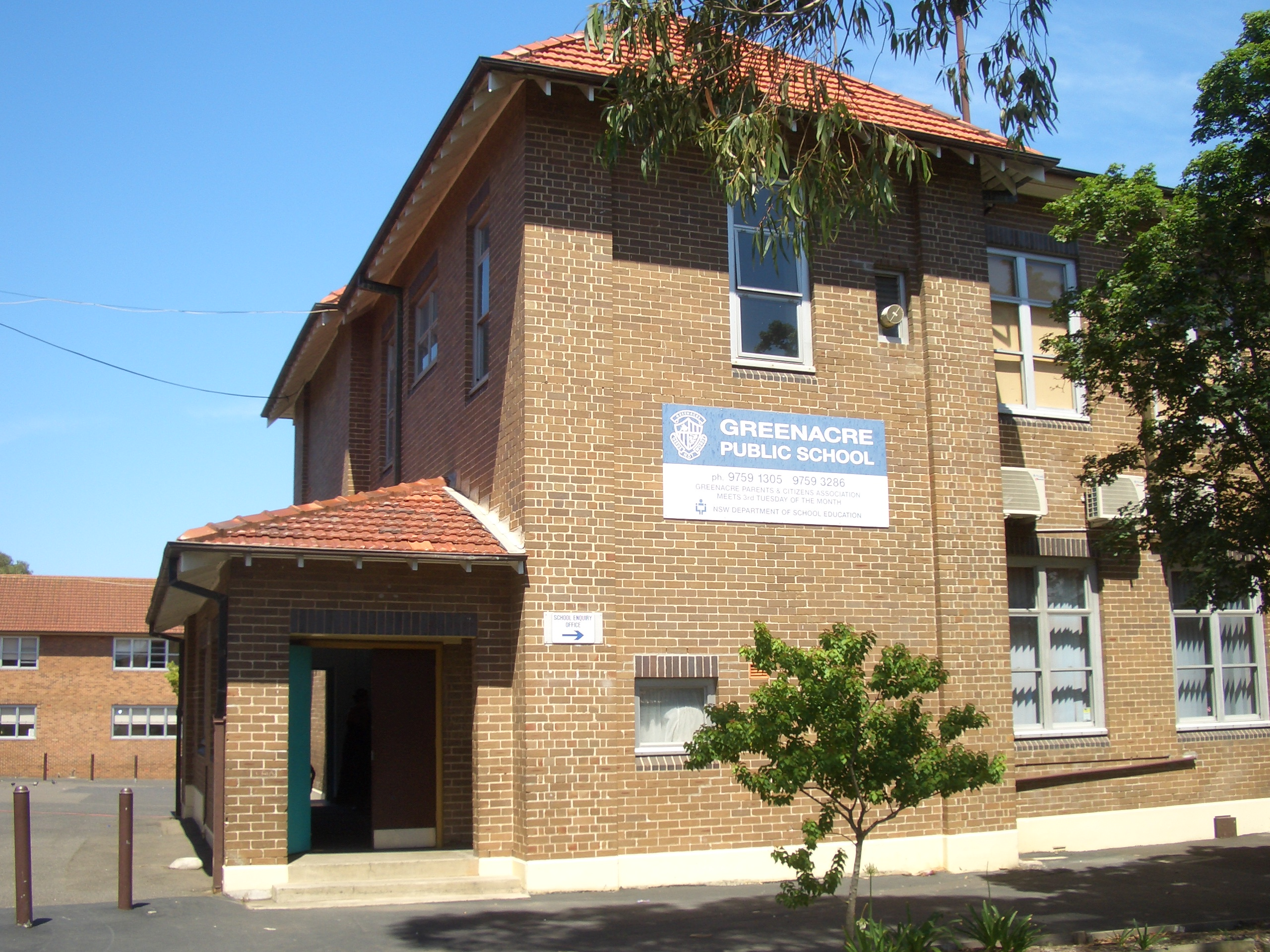
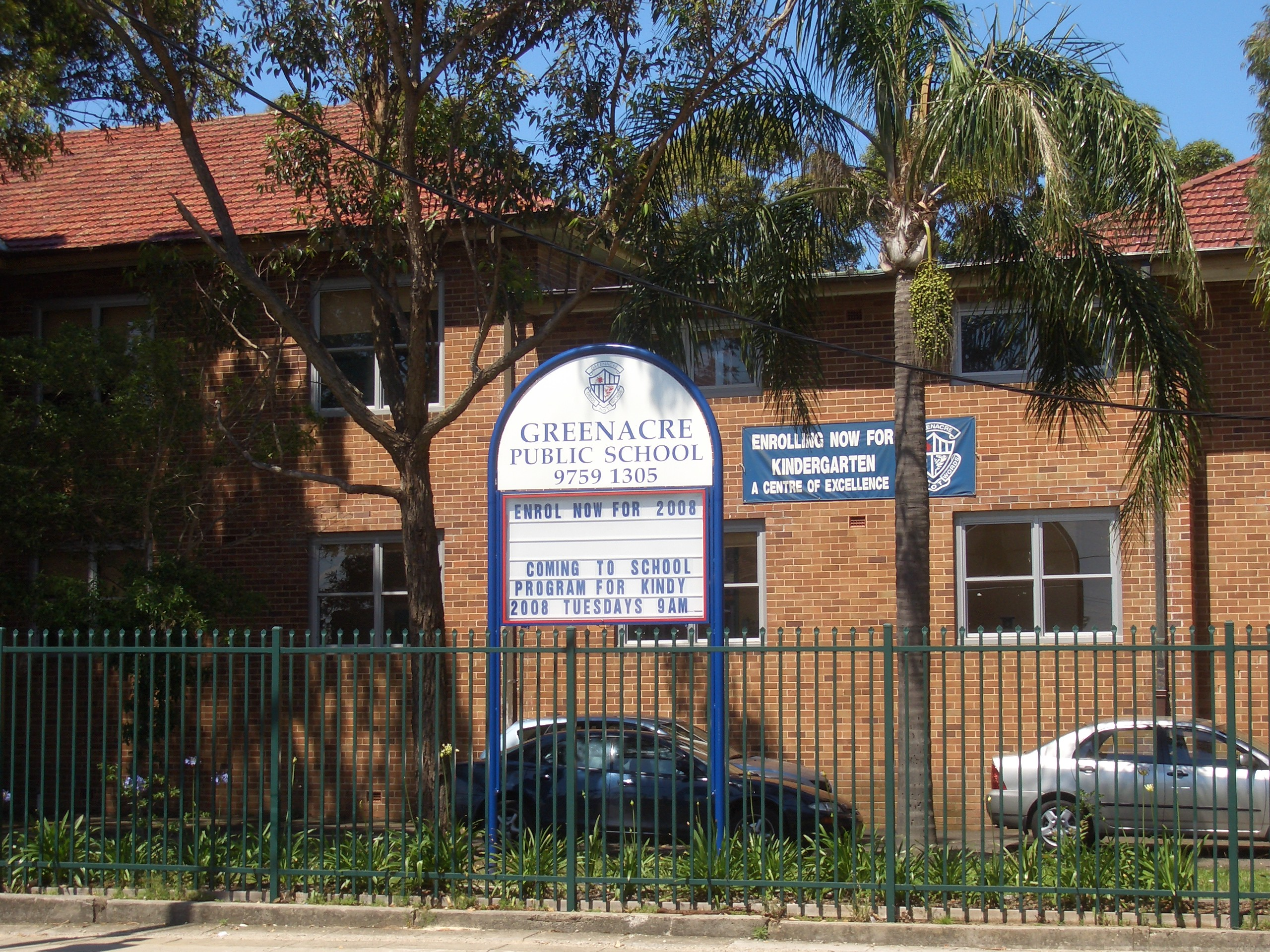